# Vila fortificada de Sant Marçal
La Vila fortificada de Sant Marçal, o Força de Sant Marçal, és la vila murada, fortificada, medieval d'estil romànic del poble de Sant Marçal, a la comarca del Rosselló, Catalunya del Nord.
Amb un traçat aproximadament rectangular situada en el poble vell de Sant Marçal, al costat sud-oriental de l'església parroquial i del cementiri.